# Upright Citizens Brigade Theatre
El Upright Citizens Brigade o UCB es un teatro de improvisación y asociados con UCB Training Center con oficinas en Chelsea, Nueva York, EEast Village, Nueva York y Hollywood, California.
El teatro fue fundado por Matt Besser, Amy Poehler, Ian Roberts y Matt Walsh, un grupo de cómicos que actúan actualmente en el teatro. La compañía tenía un programa en el canal Comedy Central desde 1998 a 2000 y fueron entrenados originalmente por Del Close en el ImprovOlympic de Chicago.